# Nienburg/Weser
Nienburg (tên chính thức: Nienburg/Weser) là thị xã thủ phủ của huyện Nienburg, trong bang Niedersachsen, nước Đức. Đô thị Nienburg (thị xã) có diện tích 64,45 km². Dân số thị xã này cuối năm 2006 là 32.764 người.
Nienburg nằm bên sông Weser, cự ly khoảng 55 km (34 mi) về phía đông nam thành phố Bremen, và 45 km (28 mi) về phía tây bắc Hanover. Nienburg là thị xã lớn nhất ở Mittelweserregion.

## Dân số
(thời điểm 31/12 mỗi năm)
- 1998 - 32.789
- 1999 - 32.659
- 2000 - 32.611
- 2001 - 32.454
- 2002 - 32.462
- 2003 - 32.543
- 2004 - 32.691
- 2005 - 32.803

## Các khu phố
- Erichshagen
- Holtorf
- Langendamm
- Schäferhof/Kattriede
- Nordertor
- Leintor
- Lehmwandlung
- Alpheide

## Kết nghĩa
- Las Cruces, New Mexico, Hoa Kỳ
- Vitebsk, Belarus
- Bartoszyce, Ba Lan